# Francesco Coco
Francesco Coco (Paternò, 8 de janeiro de 1977) é um ex-futebolista Italiano que atuava como lateral-esquerdo. Ele abandonou prematuramente a carreira aos 30 anos para ser ator.

## Carreira
Foi revelado pelo Milan, sendo diversas vezes emprestado à clubes menores da Serie A, como Vicenza e Torino. Também teve uma rápida passagem pelo Barcelona, da Espanha.
Em 2002, foi negociado com a Internazionale, maior rival do seu ex-clube. Na Inter, também foi emprestado por duas vezes, devido às poucas chances na equipe titular.
Na última temporada de sua carreira, 2006/07, ele foi emprestado ao Torino.
Durante toda sua carreira, ganhava mais destaque na mídia local mais por seus romances com mulheres famosas e sua presença em festas do que por seu rendimento dentro dos campos.
Diante da falta de boas ofertas no mundo do futebol, decidiu se dedicar a uma nova carreira, a de ator. Coco anunciou a rescisão de contrato com a Internazionale e o fim prematuro da carreira no futebol, em 2007, com apenas 30 anos. O jogador, que tinha contrato com os atuais campeões italianos até Junho de 2009, decidiu abandonar os gramados para se aventurar no cinema norte-americano.
Atualmente, reside em Hollywood, nos Estados Unidos.

### Seleção nacional
Coco já disputou uma Copa do Mundo, em 2002, na Coreia do Sul e Japão, mas era pouco lembrado para a seleção italiana.

## Fora dos gramados
Coco não é apenas um futebolista, mas também um ator e empresário. Juntamente com seu pai, Antonio, eles montaram suas próprias lojas e tem sua própria grife de roupas, chamada "Urban 77". Coco é uma celebridade na Itália, onde é bem conhecido na cena do partido e da alta sociedade. Ele também escreveu o prefácio para o livro recentemente publicado "Mio marito è un calciatore" ("Meu marido é um jogador de futebol").

## Títulos
Milan
- Campeonato Italiano de Futebol: 1995–96, 1998–99

Internazionale
- Copa da Itália: 2004–05

Seleção Italiana
- EuroCopa Sub-21: 2000